# Red Hook

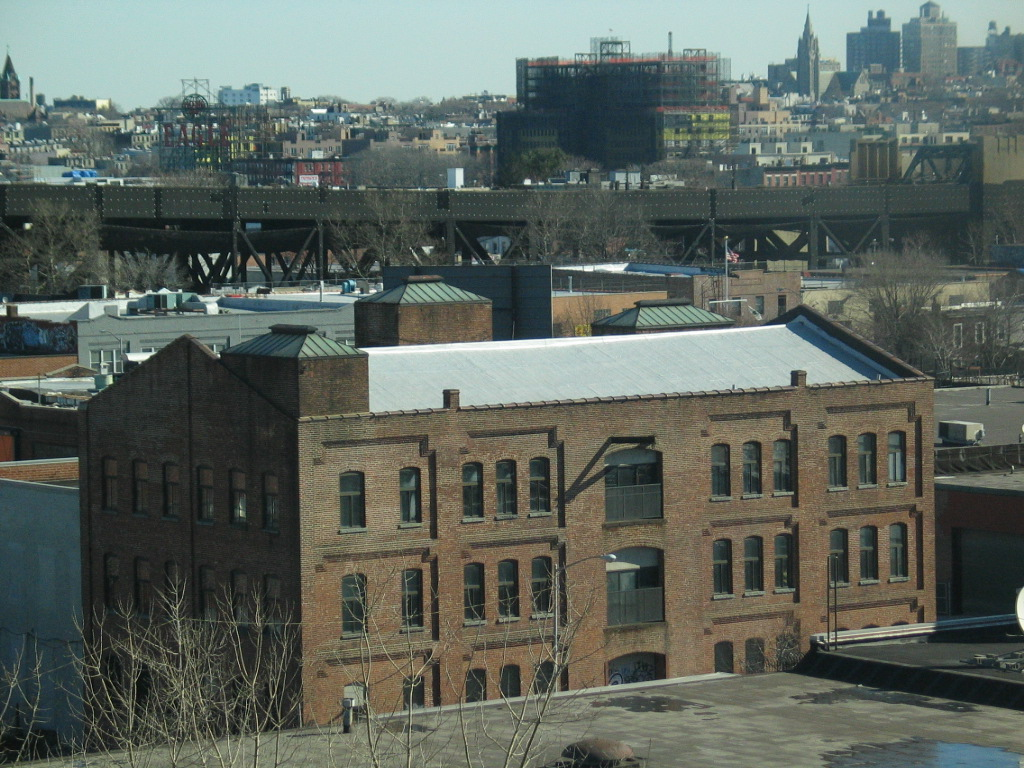
Maison typique hollandaise du quartier de Red Hook

Red Hook est un quartier qui se trouve dans l'arrondissement de Brooklyn à New York.
C'est un petit coin complètement à l'écart, qui n'est pas accessible par le métro et est desservi par une seule ligne de bus. Il est bordé par le quartier de Carroll Gardens, Brooklyn (en).

## Histoire
Son nom lui vient de son sol rouge argile et de la forme en crochet du coin de sa péninsule (qui se projette dans l'East River).
Les colons néerlandais le découvrirent en 1636 et lui donnèrent le nom de « Roode Hoek » (en néerlandais : hoek ne signifie pas « crochet », mais « coin »).
Ce fut l'un des tout  premiers quartiers de Brooklyn. Dans les années 1850, Red Hook était l'un des ports les plus importants des États-Unis.
Red Hook était reconnu pour être un quartier dur, le célèbre Al Capone y a par exemple fait ses premières armes.
La construction de l'autoroute « Gowanus Expressway » en 1946 et du Brooklyn–Battery Tunnel en 1950 coupèrent Red Hook du reste de la ville. Le port commença à perdre de son attrait et petit à petit les lignes maritimes déménagèrent vers le New Jersey, ce qui amena la perte d'une grande partie de l'économie de Red Hook.

### Présent

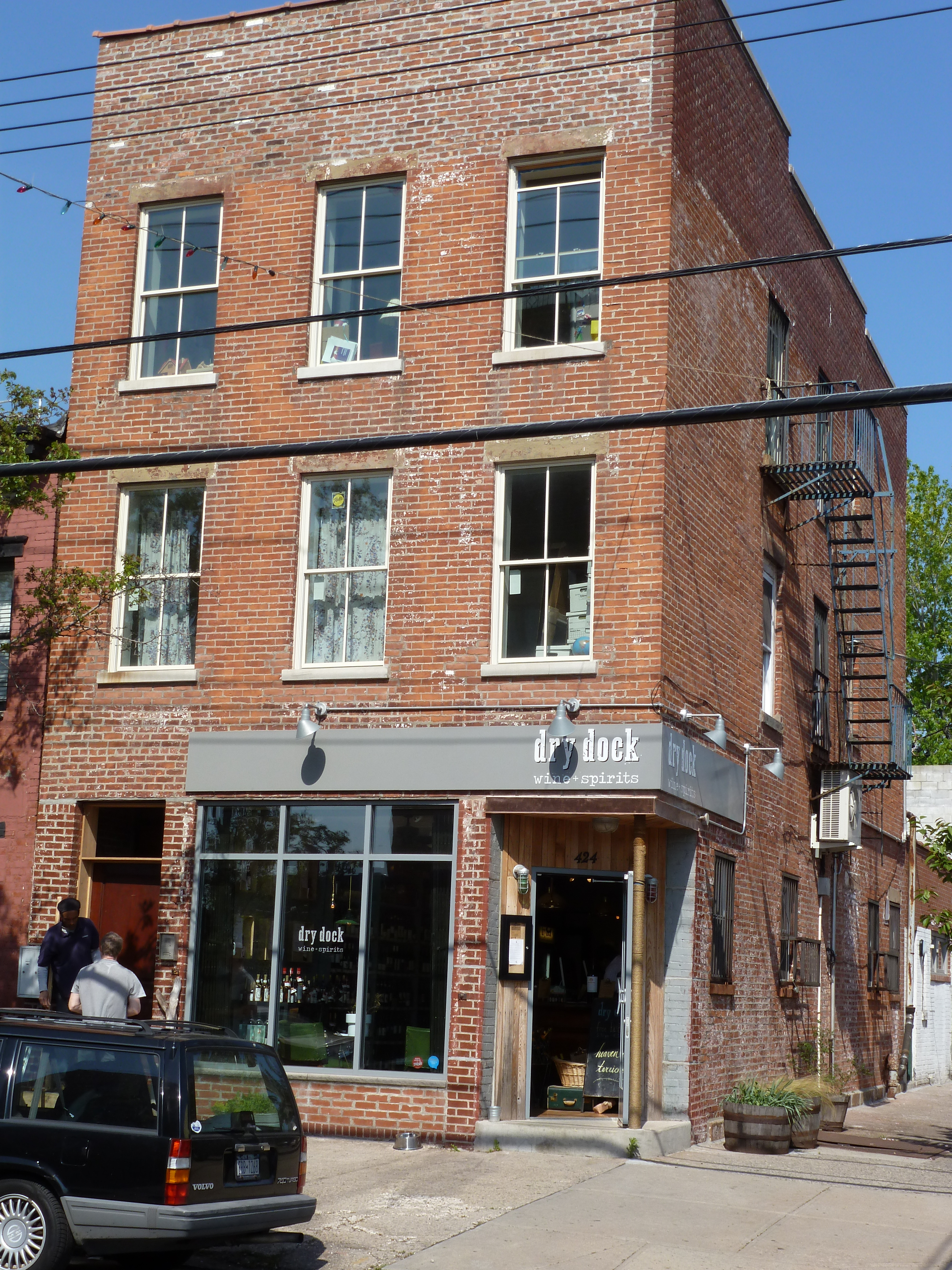
Magasin moderne dans un vieux bâtiment

Ce quartier rassemble les derniers dockers de la ville de New York. Red Hook fait partie du South Brooklyn, et compte environ 11 000 habitants (selon le recensement de 1990), avec plus d'un tiers de moins de 18 ans et un revenu moyen par ménage en dessous de 10 000 $.
Très affecté par le trafic de drogue dans les années 1980, nommé « Capitale du crack » par le magazine Time, Red Hook a fait l'objet d'initiatives à partir de 1992. En 1994, un plan de rénovation des bords de mer du quartier a été présenté.
Un service de New York Water Taxi (en) relie maintenant Red Hook avec Brooklyn Heights, Wall Street et Midtown Brooklyn. Petit à petit, Red Hook est devenu un quartier d'artistes.

### Avenir
Le quartier de Red Hook, avec sa vue sur la Big Apple, est devenu une véritable mine d'or pour les promoteurs immobiliers[réf. nécessaire]. Déjà de grandes enseignes sont (ou vont) s'installer, comme Ikea (prévu comme le plus grand IKEA du monde) ou les supermarchés Fairway.

## Parcs
- Louis Valentino, Jr Park and Pier
- Red Hook Park
- Coffey Park
- Red Hook Recreational Aera

## Attractions
- L'une des attractions principales de Red Hook reste sa vue sur Manhattan et sur la statue de la Liberté.
- À visiter : le Waterfront Museum  and Showboat Barge

## Événements
- Le Red Hook Crit, critérium à pignon fixe organisé annuellement à Red Hook depuis 2008. Elle est la plus importante course du genre.
- The Red Hook Waterfront Arts Festival (début juin)
- Dancing in CityParks dans le Coffey Park (début juin)

## Littérature
- En 1925, Howard Phillips Lovecraft écrit sa nouvelle Horreur à Red Hook.
- En 1955, Arthur Miller écrit la pièce A View from the Bridge, sur des immigrants italiens à Red Hook.
- En 1964, le roman de Hubert Selby, Jr., Last Exit to Brooklyn, se situe dans le quartier de Red Hook et évoque les grèves des dockers au début des années 1950. Le roman est adapté au cinéma en 1989 par Uli Edel, avec Jennifer Jason Leigh, sur une musique de Mark Knopfler.
- Red Hook est le cadre de Visitation Street, un roman d'Ivy Pochoda paru en 2014.

## Citation
« There are very few places in New York where you can go and be the only person witnessing a beautiful view. Red Hook is one such place. »

— Marquez Phillips